# Stylianós Pattakós
Stylianós Pattakós (en grec moderne : Στυλιανός Παττακός), né le 8 novembre 1912 dans le petit village d'Agía Paraskeví en Crète et mort le 8 octobre 2016 à Athènes, est un militaire grec. Général de brigade, il fait partie du trio instigateur du coup d'État qui précipite la Grèce dans la dictature des colonels (1967-1974).
Ministre de l'Intérieur durant cette période, c'est lui le principal organisateur de l'appareil de répression du régime.
Farouchement anticommuniste, il fait arrêter arbitrairement 10 000 personnes dès la réussite du coup d'État.
Personnage aux mœurs « vertueuses », il édicte des arrêts répressifs contre des cheveux trop longs pour les garçons ou pour des jupes trop courtes pour les filles. Écarté du pouvoir en 1973 puis arrêté lors de la restauration de la démocratie, Pattakos est condamné à mort puis sa peine est commuée à la réclusion à perpétuité. On le gracie en septembre 1990. Âgé de plus de 97 ans, Pattakós fait une dernière apparition publique en 2009.